# Gare de Caudrot
Gare de Caudrot vasútállomás Franciaországban, Caudrot településen.

## Vasútvonalak
Az állomást az alábbi vasútvonalak érintik:
- Bordeaux–Sète-vasútvonal

## Kapcsolódó állomások
A vasútállomáshoz az alábbi állomások vannak a legközelebb:
- Gare de Saint-Pierre-d'Aurillac (Gare de Bordeaux-Saint-Jean, Bordeaux–Sète-vasútvonal)
- Gare de Gironde (Gare de Sète, Bordeaux–Sète-vasútvonal)